# Roger Guerreiro
Roger Guerreiro (* 25. Mai 1982 in São Paulo) ist ein ehemaliger brasilianischer Fußballspieler, der nach seiner Einbürgerung für die polnische Nationalmannschaft auflief. 
Von 2000 bis 2005 spielte er in seinem Geburtsland, ehe er für eine kurze Zeit nach Spanien zu Celta Vigo wechselte. Nach einem weiteren Jahr in Brasilien schloss sich Guerreiro 2006 in Polen Legia Warschau an, für die er bis 2009 aktiv war. Danach spielte er in Griechenland für AEK Athen und seit 2013 – abgesehen von einem Abstecher in Zypern bei Aris Limassol – wieder in Brasilien. Für die polnische Nationalmannschaft spielte er in 24 Partien und erzielte dabei vier Tore. Mit der polnischen Auswahl nahm er 2008 an der Europameisterschaft teil.

## Vereinskarriere
Seine Karriere begann Guerreiro 2000 beim brasilianischen Verein AD São Caetano. In seinem Geburtsland war der linke Verteidiger anschließend von Juli 2002 bis Ende 2003 für Corinthians São Paulo und danach ein halbes Jahr für Flamengo Rio de Janeiro aktiv. In der Saison 2004/05 spielte er bei Celta Vigo in Spanien. 2006 wechselte er von EC Juventude zu Legia Warschau in die polnische Ekstraklasa und rückte bei Legia ins Mittelfeld vor. In Polen absolvierte er von 2006 bis 2009 101 Ligaspiele und erzielte 19 Tore. Im August 2009 wechselte er nach Griechenland zu AEK Athen. In seinen ersten drei Saisons in Griechenland war Guerreiro Ersatzspieler und kam unregelmäßig zum Einsatz. Seit der Saison 2012/13 war er Stammspieler und Mannschaftskapitän.
Im Sommer 2013 wurde sein Vertrag bei AEK Athen nicht verlängert und er war eine Zeit vereinslos, bis er am 28. September 2013 vom brasilianischen Zweitligisten Guaratinguetá Futebol unter Vertrag genommen wurde. Da es Probleme mit der Spielerlaubnis für Guerreiro gab, wurde er nicht rechtzeitig für den Spielbetrieb gemeldet und wechselte zum 1. Januar 2014 nach Ribeirão Preto zu Comercial Futebol Clube, für den er an der Staatsmeisterschaft von São Paulo teilnahm. Am 1. Januar 2015 wechselte Guerreiro nach Paranaguá zum Rio Branco SC. Zur Saison 2015/16 kehrte er zurück nach Europa, diesmal nach Zypern, wo er einen Vertrag mit dem Erstligaaufsteiger Aris Limassol unterschrieb. Für Aris bestritt Guerreiro in der Hinrunde der Saison 2015/16 nur 5 Ligaspiele und kehrte im Januar 2016 nach Brasilien zurück, wo er einen Vertrag mit dem Viertligisten (Série D) Villa Nova AC unterschrieb.

## Nationalmannschaft
Guerreiro erhielt am 17. April 2008 von Staatspräsident Lech Kaczyński die polnische Staatsbürgerschaft und wurde in den erweiterten Kader für die Europameisterschaft 2008 aufgenommen. Sein Länderspieldebüt gab er am 27. Mai 2008 gegen Albanien in Reutlingen. Einen Tag darauf wurde er von Nationaltrainer Leo Beenhakker für die Startelf nominiert. In Wien erzielte er im zweiten Gruppenspiel gegen Gastgeber Österreich sein erstes Tor für die polnische Auswahl.

## Erfolge
- 1× Griechischer Pokalsieger (2011 mit AEK Athen)
- 1× Polnischer Pokalsieger (2008 mit Legia Warschau)
- 1× Polnischer Supercupsieger (2008 mit Legia Warschau)
- 1× Polnischer Meister (2006 mit Legia Warschau)
- 1× Brasilianischer Pokalsieger (2002 mit Corinthians São Paulo)
- 1× EM-Teilnahme (2008 mit Polen)

## Sonstiges
Guerreiro spielt in der polnischen Filmkomödie Złoty środek (2009) von Olaf Lubaszenko eine Nebenrolle.